# クインシー (マサチューセッツ州)
クインシー（Quincy [ˈkwɪnzi] KWIN-zee）は、アメリカ合衆国マサチューセッツ州のノーフォーク郡にある都市。ボストンの南東に隣接し、郊外の住宅地としての役割を果たしている。人口は10万1639人（2020年）。クィンジー （IPA:/ˈkwɪnzi/）と発音される。
第2代大統領ジョン・アダムズや第6代大統領ジョン・クィンシー・アダムズが生まれた地であることから「大統領の街」（The City of Presidents）と呼ばれる。他に大陸会議長でアメリカ独立宣言の署名者であるジョン・ハンコックの出身地でもある。
1625年に初めて入植者が定住し、短期間だがドーチェスターやボストンの一部となった。1640年にはブレインツリーの北部地区となった。1792年、クインジーはブレインツリーから分断され、新たな町としてアビゲイル・アダムズの母方の祖父で、ジョン・クインジー・アダムズの名のもととなったジョン・クインジーから名付けられた。1888年、クインジーは市となった。
1世紀以上、クインジーは花崗岩の採掘が盛んで、アメリカ初の商業鉄道であるグラニット鉄道の本拠地であった。フォアリバー造船所はクインジーの経済で重要な役割を担った。20世紀、ハワード・ジョンソンとダンキンドーナツがクインシーで創立された。

## 歴史

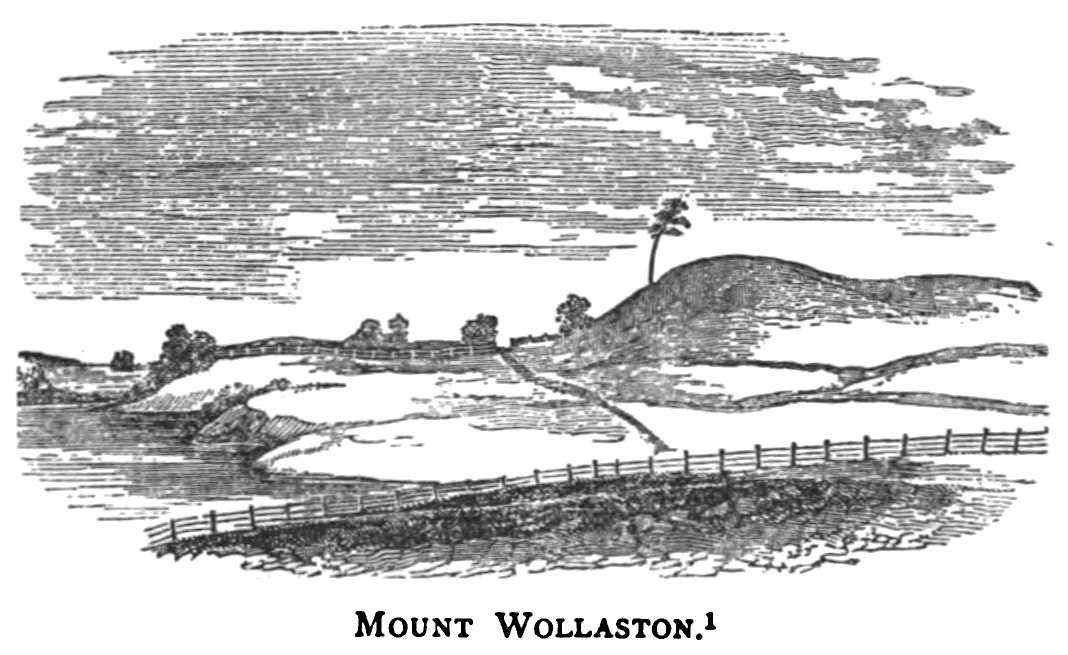
1625年にイギリスから入植されてから大きな変化はなかった、1840年のマウント・ウォラストンの様子。この絵の中央部分は市の公式印章に使用されている。

入植者が来る前、現在のスクアンタム地区近くのネポンセット川河口東の丘はマサチューセッツ族大首長またはアメリカ州の先住民族のリー ダーであったチカタウバットによる政治の中心地であった。モスウトゥセット・ハンモックと呼ばれ、1621年、 プリマス植民地の指揮官マイルス・スタンディッシュと先住民で案内人のスクアントがこの地を訪れた。1625年、クインジー湾南の現在のブラックス・クリーク東の辺りの低い丘にリチャード・ウォラストン率いるイギリス人の一団の入植地として創設された。チカタウバット率いるグループはこの地域を「小さな地峡」を意味するパソナゲシットと呼んでいたが、入植者たちはここが農場に適しているとして木々をほとんど伐採した。その後すぐにバージニア植民地に向かったリーダーに敬意を表し、この植民地をマウント・ウォラストンと名付けた。クインジーの一地域であるウォラストンには現在もリチャード・ウォラストンの名が残っている。
ウォラストンの不在後にトーマス・モートンがリーダーを継ぐと、先住民の女性への暴力や飲酒によるトラブルが増加した。モートンはこの植民地を「沿岸の丘」を意味するメリモント(Ma-re-Mount)と改名し、彼はのちに自身のリベルタン的思考を容認しないプリマス植民地の保守的な分離派に関して「彼らからこの地をメリモント(merry mount、快活な丘)の名に不釣り合いな悲惨な丘だとけなされた」と記した。1627年、モートンは植民地に有害な行為を行なったとして他の入植者から捕らえられ、イングランドに強制送還され、翌年再度戻ったがピューリタンに捕らえられた。現在メリモント(Merrymount)と呼ばれるクインジーのこの地区は1625年にイギリスから入植した地であり、モートンが名付けた名称を基にした名前である。
1630年、この地域はドーチェスターの一部であったが、1634年、ボストンにより短期間併合された。1640年、ブレインツリーとなり、マンチェスター湾を、北はドーチェスター、東はウェイマスが隔てていた。1708年初頭、ブレインツリーの北の境界線ができ、現在もクインジーとの境となっている。アメリカ合衆国の独立の後の1792年、ジョン・クインジー大佐にあやかりクインジーとして正式に独立した別個の町となり、1888年にはクインジーは市に昇格した。1845年、オールド・コロニー鉄道が開業し、のちにマサチューセッツ歴史協会はこれを「郊外化への始点」と表した。これによりクインジーはボストン同様チャールズタウンとも交通の便が良くなった。1870年、初の郊外型不動産としてベルビュー不動産がクインジー北部に創立した。1920年代、クインジーの人口は50%増加した。
クインジーは全米最初の鉄道、グラニット鉄道が通った町である。1826年、この鉄道はチャールズタウンにバンカーヒル記念塔を建設する際、クインジー採石場で採掘された御影石をミルトンのネポンセット川まで運び、その後船で建設地まで運搬する手段として建設された。やがてクインジーの御影石は全米に知れ渡り、同市の経済を支える主産業として発展した。またクインジーは全米初の溶鉱炉を有し、1944年から1653年、ジョン・ウィンスロップ・ジュニア溶鉱炉(またはブレインツリー溶鉱炉)が稼働していた。

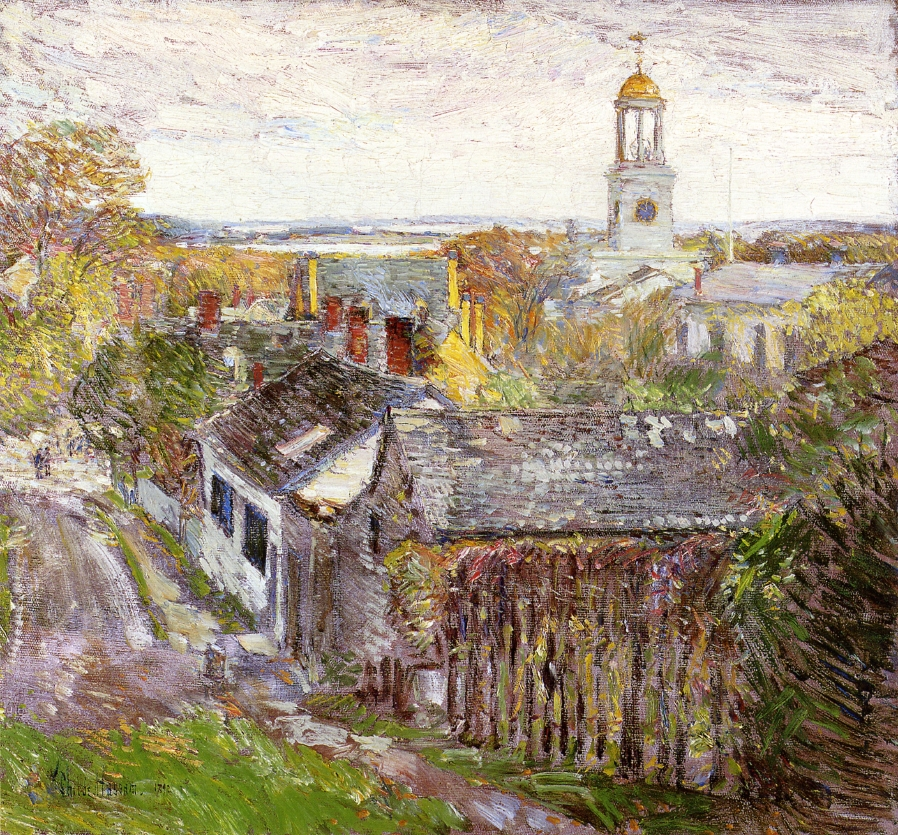
1892年、チャイルド・ハッサムによる油彩画『Quincy, Massachusetts 』

1870年代、フランシス・W・パーカー教育長による教育法であるクインジー・メソッドが行われていた。進歩主義の初期の提案者であったパーカーは市内の学校でこの教育法を施し、4年後、州はクインジーの学生たちの優秀さを認めた。
また、クインジーでは造船も発展した。もとよりクインジーでは7本のマストによるスクーナー「トーマス・W・ローソン」など帆船が多く造られていた、1880年代に入ると市内を流れるフォア川（Fore River）の河岸一帯を中心に造船業が栄えた。1884年、電話機の発明で知られるアレクサンダー・グラハム・ベルの助手、トーマス・A・ワトソンによってフォアリバー造船所が建設されると、航空母艦レキシントン (CV-2)、現在州内のバトルシップ・コーヴにて博物館船となっている戦艦マサチューセッツ、ネバダ、世界最後の重巡洋艦セーラムなど数多くの軍艦が造られていった。セーラム(USS Salem, CA-139)は現在でもフォア河岸に保存されており、アメリカ合衆国海軍造船博物館（United States Naval Ship Building Museum）の代表的な展示物の1つとなっている。また、いたずら書き「キルロイ参上」はフォアリバー造船所の溶接工ジョン・J・キルロイが始めたものとされる。
クインジーはデニソン・フィールドのおかげで航空業界の先駆者ともなっている。スクアンタム地区にてアメリア・イアハートが関わる世界でも最初期の飛行が行われた。1910年、ここで全米2回目の航空ショーであるハーバード・エアロ・ミートが行われた。のちにアメリカ海軍の空港として借用され、1950年代にはスクアンタム海軍空港として使用された。
飲食チェーン店のハワード・ジョンソンとダンキンドーナツはクインジーで創立された。1996年、アイリッシュ・パンク・バンドのドロップキック・マーフィーズはウォラストン地区で活動を開始した。1952年より行われているフラッグ・デイのパレードは全米最長であり、子供のためのスポーツ団体「コーク・クラブ」を創立した元公園局長リチャード・コークの指揮で開始され、アメリカ合衆国の国旗と共にパレードを行う。

## 地理

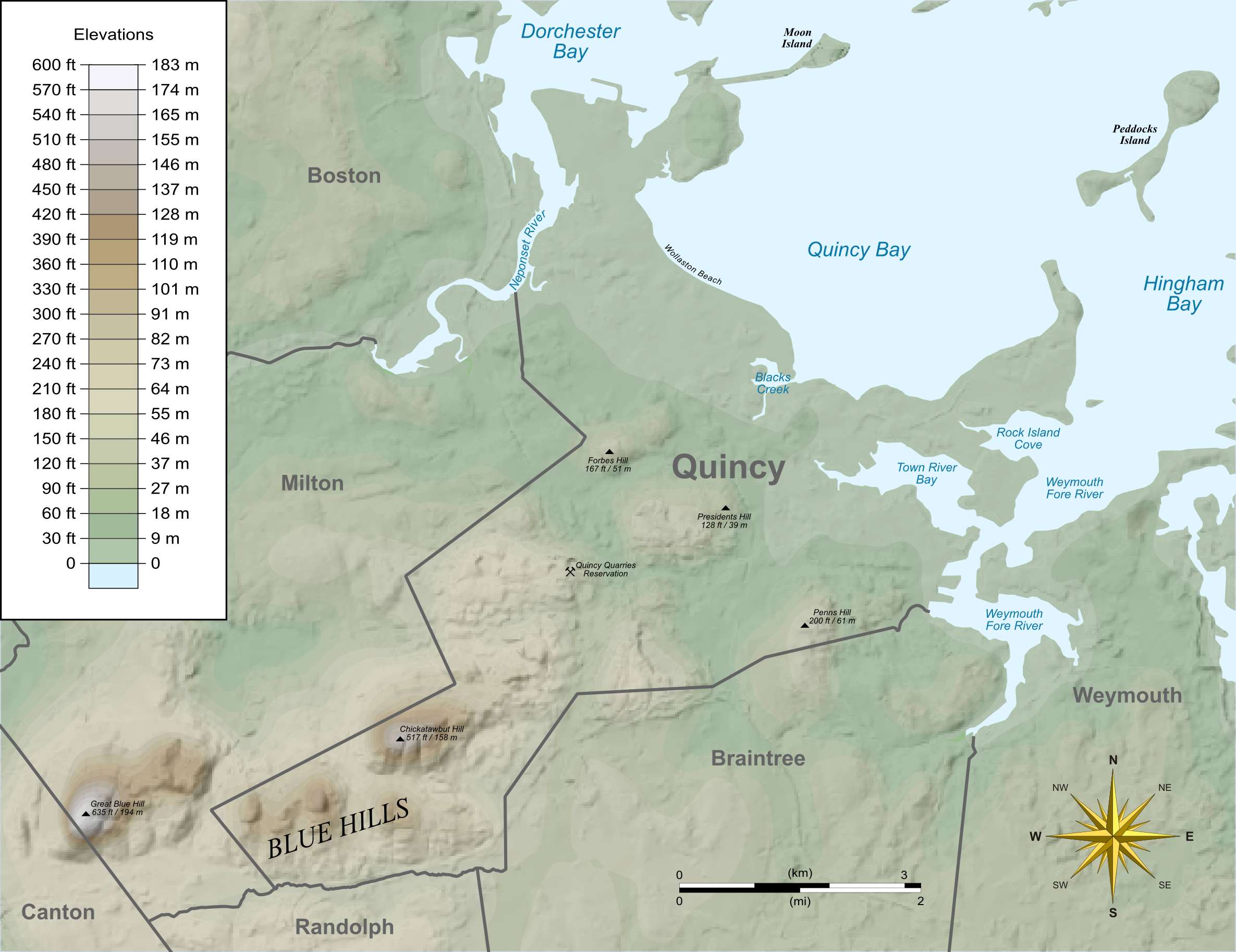
クインジーおよび周辺の標高

クインシーは北緯42度15分10秒 西経71度00分10秒 / 北緯42.25278度 西経71.00278度に位置している。同市はネポンセット川を隔ててボストン市の南東に隣接している。さらに西にミルトン、南にランドルフとブレインツリー、東にフォア川で隔てたウェイマス、クインジー湾とヒンガム湾の間の領海のフルと隣接しいている。歴史的に市制前まで「マウント・ウォラストン」と呼ばれ、のちにブレインツリーの「北地区」と呼ばれていた。クインジーは大まかに北をネポンセット川、南をフォア川で挟まれている。
北東市境のクインジー湾はボストン港とマサチューセッツ湾の一部となっている。クインジーにはクインジー海岸道路沿いのウォラストン海岸など浜が複数ある。クインジー湾西のウォラストン海岸はボストン港の海岸で最大である。クインジーの領域にはボストン港諸島国立保養地のハングマン島、ムーン島(ボストン市が所有し、入島が制限されている)、ナット島(現在半島)、ラクーン島などがある。
アメリカ合衆国統計局によると、クインシー市は総面積69.6km²（26.9mi²）である。このうち43.5km²（16.8mi²）が陸地で26.2km²（10.1mi²）が水域である。総面積の37.60%が水域となっている。
クインジーは主に都市であるが、2,485エーカー (3.9 sq mi; 10.1 km2)あるいは陸地の23%は州公園局が管理する州立公園として人が住んでいないブルー・ヒルズ保護区となっている。市内最高峰517フート (158 m)のチカタウバット丘を含み、クインジーの南西部に自然区域が広がっている。他にウォラストン地区にフォーブス丘、クインジー・センター地区にプレジデンツ丘、サウス・クインジー地区にペンズ丘などがある。

## 人口動勢
以下は2010年の国勢調査による人口統計データである。
基礎データ
- 人口: 92,271人
- 世帯数: 38,883世帯
- 家族数: 42,838家族
- 人口密度: 2,025.4人/km²（5,567.9人/mi²）
- 住居数: 42,838軒
- 住居密度: 922.5軒/km²（2,388.7軒/mi²）

人種別人口構成
- 白人: 65.5%
- アフリカン・アメリカン: 4.6%
- ネイティブ・アメリカン: 0.16%
- アジア人: 24.0%(中国系15.6%、ベトナム系3.2%、インド系2.6%[39])
- 太平洋諸島系: 0.02%
- その他の人種: 0.85%
- 混血: 1.76%
- ヒスパニック・ラテン系: 4.6%

2000年の国勢調査によると、白人の33.5%がアイルランド系で、全米で最もアイルランド系アメリカ人の割合が多く、12.7%がイタリア系、5.0%がイギリス系である。家庭内で77.1%が英語、8.0%が中国語、2.6%が広東語、1.9%がスペイン語、1.5%がベトナム語、1.3%がイタリア語を使用している。
年齢別人口構成
- 18歳未満: 17.5%
- 18-24歳: 8.1%
- 25-44歳: 36.1%
- 45-64歳: 22.1%
- 65歳以上: 16.3%
- 年齢の中央値: 38歳
- 性比（女性100人あたり男性の人口）
  - 総人口: 91.0
  - 18歳以上: 88.5

世帯と家族（対世帯数）
- 18歳未満の子供がいる: 20.7%
- 結婚・同居している夫婦: 38.7%
- 未婚・離婚・死別女性が世帯主: 10.5%
- 非家族世帯: 47.2%
- 独身世帯: 37.6%
- 65歳以上の老人1人暮らし: 13.4%
- 平均構成人数
  - 世帯: 2.22人
  - 家族: 3.03人

収入と家計
- 収入の中央値
  - 世帯: 59,803米ドル
  - 家族: 77,514米ドル
  - 性別
    - 男性: 51,925米ドル
    - 女性: 44,175米ドル
- 人口1人あたり収入: 32,786米ドル
- 貧困線以下
  - 対人口: 9.8%
  - 対家族数: 7.3%
  - 18歳未満: 13.7%
  - 65歳以上: 10.1%

### アジア系移民

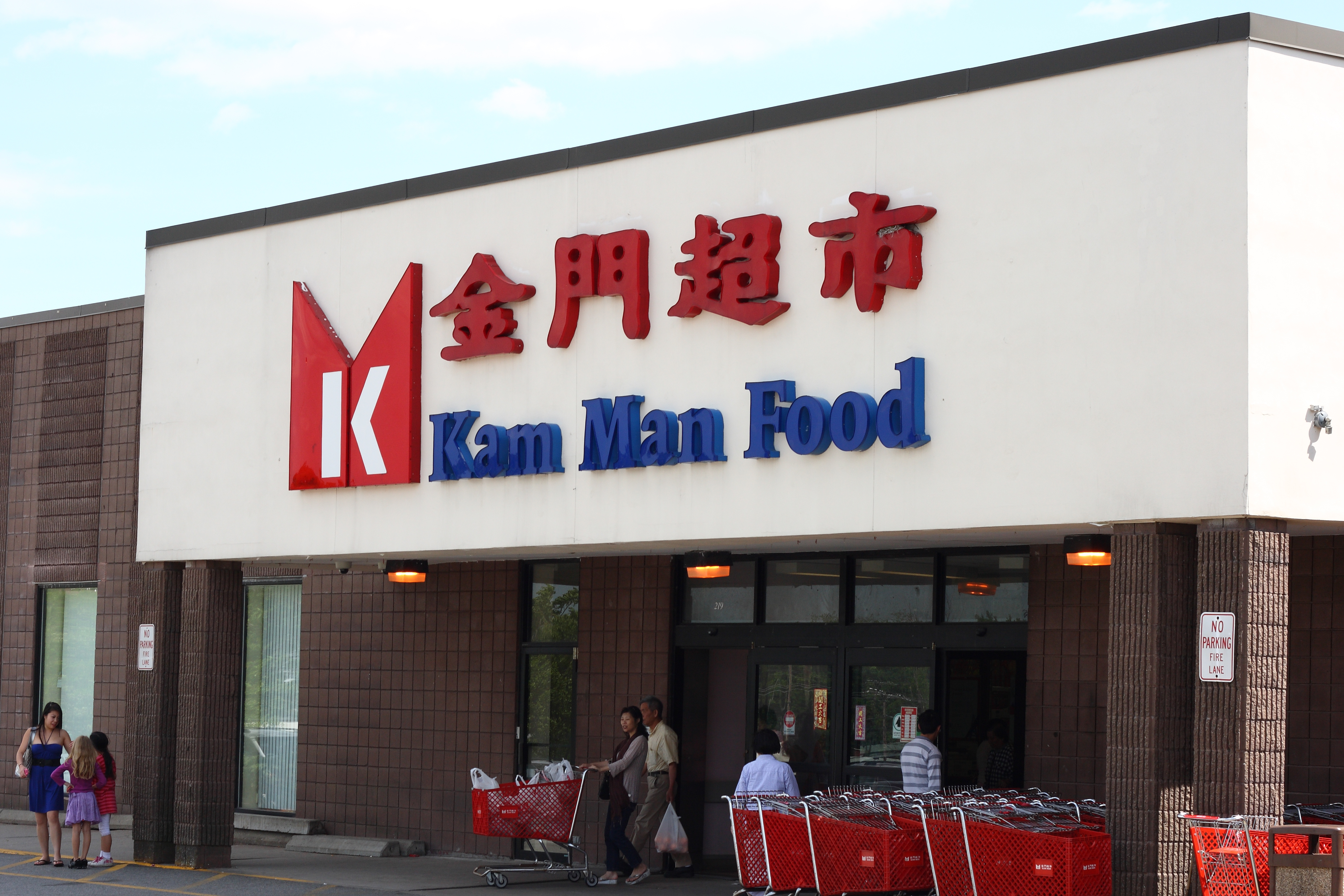
金門超市

2010年現在、アジア系の割合が州最大である。 2003年現在、クインジー在住アジア系移民のうち66%が中国系で、クインジーは州で最大の中国人コミュニティの1つとなっている。また東インドからの移民も多く、IT業界などスキルを必要とする業界に多数就業している。ベトナムからの移民も増えており、クインジーのアジア系移民では中国の次に多い。
1980年、クインジーには約750名のアジア系移民が存在した。以降1980年代に香港や台湾からのアジア系移民が急増した。1990年、クインジーのアジア系人口は5,577となり、うち143名が東インド出身であった。2000年、アジア系人口は13,546まで増加し、うち約9,000名が中国人、1,127 名が東インド人であった。東インド人の増加率は688%で、クインジー在住アジア系のうちの伸び率が最大であった。2003年頃、アジア系人口のうちのほとんどが香港や台湾でなく中国本土の福建省出身となった。この頃、クインジーのアジア系人口はボストンのチャイナタウンよりも高かった。2010年にはアジア系人口が22,174名となり、この10年間で64%増加した。この間、クインジーの中国系人口は60%増加した。
以前はクインジーからボストンのチャイナタウンまで買い物に行っていたが、2003年までクインジー市内にアジア系スーパーが複数創立された。2003年までニューヨークに本店のあるスーパーマーケットの金門超市が創立された。
2000年現在、クインジーのアジア系移民の50%が自身の家屋を所有している。中国系の65%、東インド系の10%が家を所有している。2003年現在、クインジーのアジア系アメリカ人約2,500名が選挙権を持ち、市内のアジア系25%が選挙権を持っている。
1980年代、白人とアジア系移民の間で暴力を含む人種間摩擦が起こり、市は警察官にアジア系を採用せず、アジア系移民は警察官に不信感を持った。2003年までクインジー市警はアジア系警察官を採用するようになり、人種間摩擦は激減した。
2003年まで、Quincy Asian Resources Inc.はアジア系住民のための定期刊行物を出版する計画を立てた。2011年、Boston Chinatown Neighborhood Center, Inc. (BCNC;波士頓華埠社區中心)の重役Elaine Ngはクインジーでも業務を行なうと発表した。2004年初頭から2005年終盤までクインジー在住のBCNC利用者数は約300%増加した。

## 地区

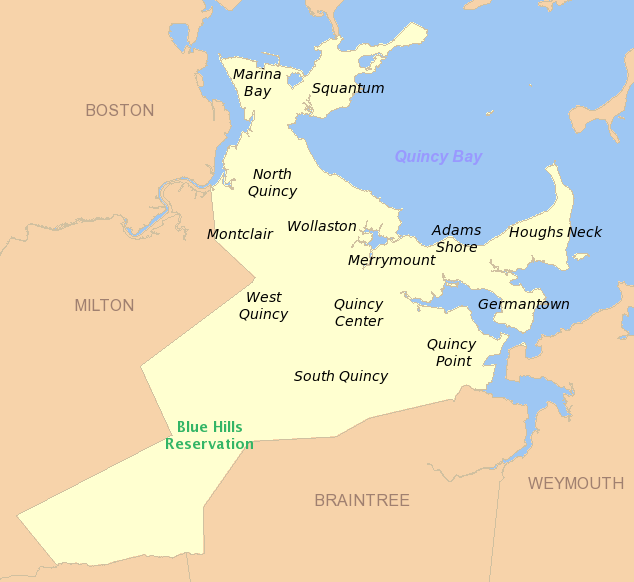
クインジーの区分け

クインジーはいくつかの地区に分けられ、それぞれに歴史や特色がある。アルファベット順に列挙する。
- アダムズ・ショア - 夏季の避暑地として発展したが、現在は住宅地となっている。
- ジャーマンタウン - 1750年代、ドイツ系移民のための工業地帯であったが、現在は住宅地となっている。
- ハフズ・ネック - 北東の半島で、1636年に農場および果樹園としてこの土地を受けたアサートン・ハフから名付けられた。アイルランド系アメリカ人が多い。
- マリーナ・ベイ - 旧スクアンタム海軍航空基地で、1980年代に商店街のある住宅地として発展し、高層マンション、レストラン、大規模なヨットハーバーなどがある。
- メリモント - 最初期の入植地であり、主に住宅地である。
- モンクレア - 市の北西部に位置し、ウエスト・スクアンタム通り沿い、ミルトンとの境界にある。
- ノース・クインジー - ハンコック通り、クインジー海岸道路に沿った住宅街および商店街で、アジア系移民が多く、アジア系企業が発展している。
- クインジー・センター - 市役所、図書館、オールド・ストーン教会、フリーメーソン教会、多くの企業や住宅のある、商業的にも政治的にも中心地となっている。
- クインジー・ポイント - クインジー・センターの東側で住宅が密集し、クインジー通りとサザン幹線道路沿いに商店街がある。またフォアリバー造船所がある。
- サウス・クインジー - ブレインツリーとの境にある住宅街で、クラウン・コロニーの事務所、66-エーカー (0.27 km2)の森林保護区であるファクソン公園などがある。
- スクアンタム - クインジー最北の半島で、初期の頃は夏季のリゾート地として栄え、その後海軍航空基地となった後に住宅地となった。アイルランド系アメリカ人密度が全米でも最大の地域の1つである。
- ウエスト・クインジー - 州間高速道路93号線に近い住宅街および商店街。以前は花崗岩採石場が複数存在し、現在はクインジー採石場保護区となっている。全米初の商業鉄道であったグラニット鉄道が通っていた。
- ウォラストン - クインジー初の入植者たちのリーダーであったリチャード・ウォラストンから名付けられ、初期のボストンへの通勤者のための鉄道が通っていた。現在は住宅街および商店街となっており、イースタン・ナザレン・カレッジがある。

## 経済

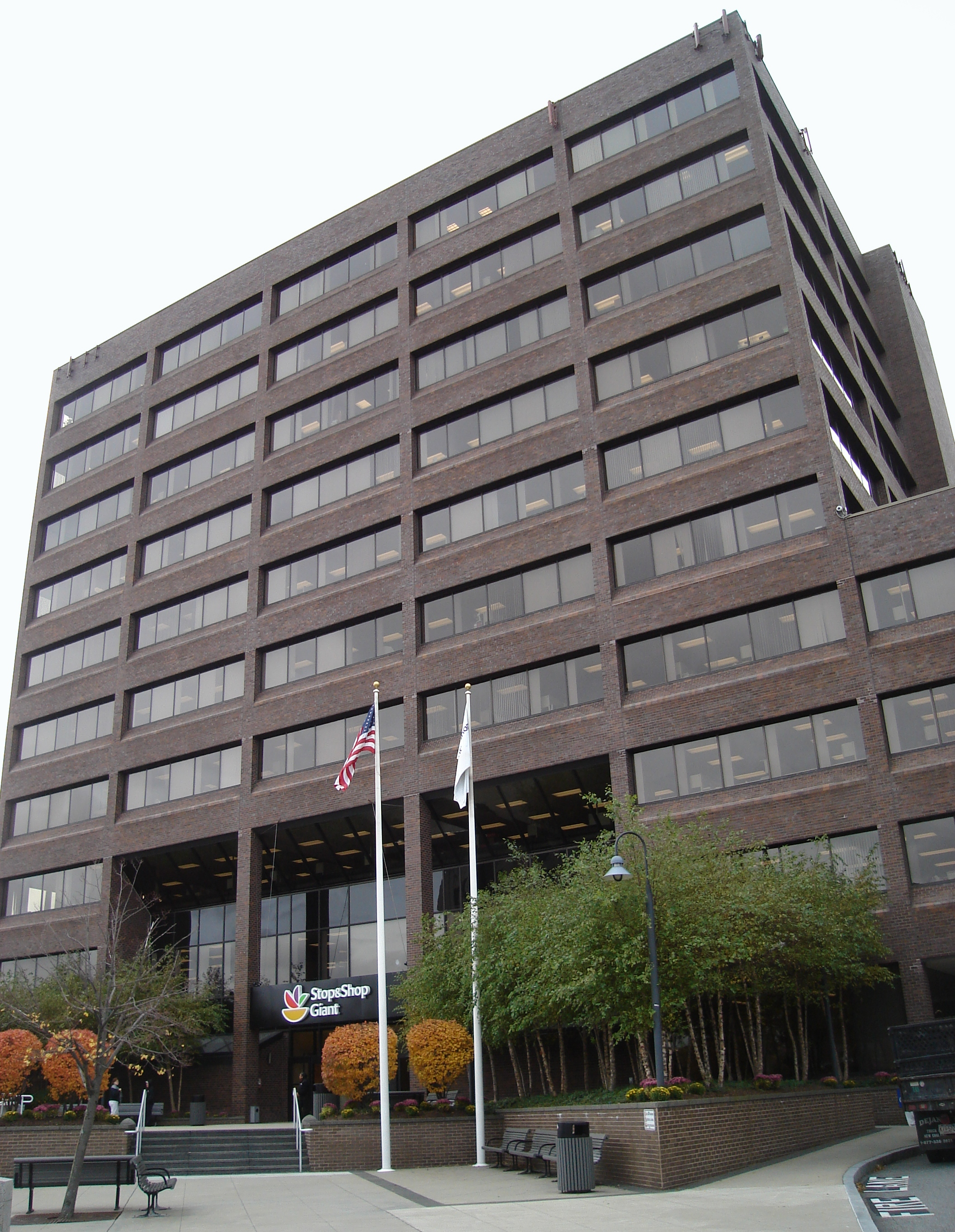
クインジー・センターにあるストップ&ショップ本社

クインジーは以前より製造業や重工業の中心地として知られ、19世紀、花崗岩砕石場で多数の雇用があり、20世紀、フォアリバー造船所やスクアンタム・ヴィクトリー・ヤードなどでの造船業で傑出していった。ここ数十年で雇用の多くは金融サービス、保険、医療に移行していった。クインジーにはボストン・ファイナンシャル・データ・サービス、スーパーマーケットのチェーン店ストップ&ショップ、アーベラ保険、サウス・ショア最大の地方紙『ペイトリオット・レッジャー』などの本社がある。
他に雇用の多い機関はステート・ストリート、ブルー・クロス・ブルー・シールド、ハーバード・ピルグリム・ヘルス・ケア、ボストン・サイエンティフィックである。カーボベルデのフラッグ・キャリアであるTACVのアメリカ事務所がクインジーにあり、コネチカット州、マサチューセッツ州、ロードアイランド州を管轄している。

### 収入
アメリカン・コミュニティ・サーヴェイによる2009年から2013年の5年間のデータを以下に示す。
| 順位 | 郵便番号による区分 | 1人当たり の平均収入 | 世帯収入 中央値 | 家族収入 中央値 | 人数        | 世帯数      |
| ---- | ------------------ | -------------------- | --------------- | --------------- | ----------- | ----------- |
|      | ノーフォーク郡     | $44,692              | $84,916         | $108,943        | 677,296     | 257,451     |
| 1    | 02171              | $36,933              | $64,812         | $81,455         | 17,735      | 7,551       |
|      | マサチューセッツ州 | $35,763              | $66,866         | $84,900         | 6,605,058   | 2,530,147   |
|      | クインジー市       | $33,131              | $61,328         | $74,544         | 92,595      | 39,778      |
| 2    | 02169              | $32,613              | $58,669         | $73,743         | 55,064      | 24,466      |
| 3    | 02170              | $31,165              | $66,917         | $73,971         | 19,796      | 7,761       |
|      | アメリカ合衆国     | $28,155              | $53,046         | $64,719         | 311,536,594 | 115,610,216 |

## 政治

### 市政
クインジーでは市長制を採っている。現職の市長は2008年からの第33代市長トーマス・P・コークである。かつてクインジー市長の任期は2年であった。2013年、投票により4年に延び、2015年の選挙から適用された。
市議会には市長の他に9名の議員がいる。6名は地区から、3名は全体から選ばれる。議員の任期は2年である。また7名からなる教育委員会もあり、市長の他、6名の委員が4年の任期で時期をずらして選ばれる。

### 州政府
クインジーは上院議員に民主党ジョン・F・キーナンを、下院議員にいずれも民主党のブルース・エイヤーズ、タッキー・チャン、ダニエル・ハント、ロナルド・マリアノを輩出している。マリアノは院内総務も務めている。

## 教育
クインジーには就学前教育センター、モンテッソーリ教育、カソリック・スクール、予科の他、イースタン・ナザレン・カレッジやクインジー・カレッジの私立大学2校、公立高等学校2校、公立中学校5校、公立小学校12校など、公立、私立共に様々な教育機関がある。19世紀、フランシス・W・パーカー教育長による教育法で、クインジーはクインジー・メソッドの革新者となった。4年後、州はクインジーの学生たちの読み書きおよびスペリングの優秀さを認め、数学においてはクインジーが属するノーフォーク郡が第4位となった。

### 高等教育
リベラル・アーツのイースタン・ナザレン・カレッジがウォラストン・パークにある。1900年、ホーリネスのカレッジとしてニューヨーク州サラトガ・スプリングズに創立したが、1919年、この地に移転した。クインジー・センターにあるコミュニティ・カレッジのクインジー・カレッジは市の支援により操業されている。州内にコミュニティ・カレッジは16校あるが、州でなく市が運営しているのはここだけである。全米でも市が運営しているのはこのクインジー・カレッジを含めて2校しかない。

### 公立初等および中等教育
公立の初等および中等教育は、就学前教育センター、小学校11校、中学校5校、高等学校2校がクインジー公立学校協会により運営されている。
公立高等学校
- ノース・クインジー高等学校
- クインジー高等学校

公立中学校
- アトランティック
- ブロード・ミドウズ
- セントラル
- ポイント・ウエブスター
- レイ・E・スターリング

公立小学校
| - アメリオ・デラ・チーザ就学前教育センター - アサートン・ハフ - ビーチウッド・ノル - チャールズ・A・バーナザニ | - クリフォード・マーシャル - リンカーン-ハンコック・コミュニティ - メリモント - モンクレア | - フランシス・W・パーカー - スナグ・ハーバー・コミュニティ - スクアンタム - ウォラストン |

### 私立およびオルタナティブ教育
保育所から8年生に相当する私立およびオルタナティブ教育にはセイクレッド・ハート、セント・アン、セント・メアリーのカソリック・スクール3校などがあった。入学者数の低下および経済危機により、2010年9月、3校は合併してクインジー・カソリック・アカデミーとなり、セイクレッド・ハートの校舎で開校した。無宗派のウッドウォード女子校は6年生から12年生までの昼間の進学校である。キャンパス・キンダー・ハウスはイースタン・ナザレン・カレッジにより操業され、オールド・コロニー・キャンパスで授業が行われている。アダムズ・モンテッソーリ学校は保育所から小学校の年代の子供たちに授業が行われている
長年、フォアリバー造船所で開校していたフォアリバー実習学校では造船技術を教えていた。

### 市立図書館
トーマス・クレイン市立図書館が公共図書館として操業している。

### 補習教育
1988年、ピーター・ジェイは中国系の子供たちに向けクインジー中国語学校を創立した。2003年現在、土曜午前にノース・クインジーにあるセイクレッド・ハート・スクールで広東語による授業が行われ、150名が通学している。一時期400名になったこともあったが、教員不足により意図的に生徒数を減らした。
他に1996年頃に創立された中国語教育のチャン・イー学校がある。2008年現在、校長は香港出身のハリー・クワンである。この年100名の生徒が通学していた。月100ドルで放課後に中国語および文化を教えている。2008年11月28日、州および市の認可に欠けるとしてクインジー市警から短期間閉校された。児童虐待の主張が取り下げられ、同年授業再開が計画された。
2002年12月、ヴリンダーヴァン保存会は東インドの子供たちに向けたビシュヌ派アカデミーを創立した。ヒンディー語、民族舞踊、民族音楽、ヨガなどを教えている。

## 交通
ボストン都市圏の一部として、クインジーは便利な交通施設を有している。州道や州間高速道路がボストン都市圏と空港、港、ボストン市内の他の交通機関に接続している。ボストンへ近いため、クインシーには「T」と呼ばれるマサチューセッツ湾交通局（MBTA）の運営する地下鉄レッドラインが通っている。

### 道路および高速道路
市内を州間高速道路I-93と国道1号線が南北に通っている。この高速道路はボストンからニューハンプシャー州へと通ずるものである。ボストン都市圏内では ダウンタウンから郊外へと放射状にのびている高速道路のひとつとなっている。ボストンのダウンタウンまでは約15km、車で所要20分ほどである。

### 空港
ボストンのローガン空港へはMBTAレッドラインでサウス・ステーションから、MBTAフェリーで直接、車では州間高速道路93号線またはテッド・ウィリアムズ・トンネルから向かうことができる。

### 地下鉄MBTAおよび通勤電車
クインシーにはマサチューセッツ湾交通局（MBTA）の運営する地下鉄レッドラインが通っており、市内にノース・クインシー（North Quincy）、ウォラストン（Wollaston）、クインシー・センター（Quincy Center）、クインシー・アダムズ（Quincy Adams）の4駅を有している。レッドラインはボストンのダウンタウンを通り、チャールズ川の対岸、ハーバード大学やマサチューセッツ工科大学がキャンパスを構える学術都市ケンブリッジへと通じている。クインシー・センター駅には地下鉄のほか、MBTAの通勤列車も停車する。どちらもボストンのサウス・ステーションでMBTA通勤列車やアムトラックに接続する。クインジーではバスも通っており、MBTAの他に民間のバスもある。市内のMBTAバスのほとんどがクインジー・センター駅を通り、ボストンより南部を走るMBTAバスの主なハブとなっている。南部のMBTAのバス車庫はハンコック通りのクインジー軍事訓練所の隣にある。
MBTAは地下鉄や通勤列車のほかにフェリーも運営しており、ボストン港とロング・ワーフ、フル、ロウズ・ワーフ、ヒンガム、ローガン国際空港を繋いでいた。MBTAから認可を受けたハーバー・エクスプレスが運営しており、クインジー・ポイントにある旧フォアリバー造船所にも停泊していた。2013年10月、給水本管の破裂により護岸堤防や波止場が損傷して操業を停止した。一時的な補修に1,500万ドル、恒久的な補修に5千万ドルかかる見込みであった。2014年、MBTAはフォアリバー造船所線の打ち切りを決定し、土地を売却した。

## スポーツ
クインジーにはプロのスポーツ・チームが短期間存在したことがある。1977年-1978年の1シーズンのみ元ボストン・セルティックス重役レオ・ペイピルが監督でマイナー・リーグのイースタン・バスケットボール・アソシエーション(現コンチネンタル・バスケットボール・アソシエーション)のクインジー・チーフスが活動していた。12勝19敗の第3位でのちのリーグ優勝者のウィルクス・バリに敗退してプレイオフを逃した。1933年、プロ野球のニューイングランド・リーグのシップビルダーズは12勝6敗の記録を残したが、シーズン半ばでニューハンプシャー州ナシュアに移転した。1976年、北米サッカーリーグのボストン・ミニットマンは最後のシーズンに市内の退役軍人記念球場で活動し、7勝17敗であった。
2014年からニューイングランド・レボリューションと提携しているUSLプレミアデベロップメントリーグ4ブロックのリアル・ボストン・ラムズが退役軍人記念球場で活動している。
長年、セミプロのイースタン・フットボール・リーグのチームが複数存在している。2009年、リーグ発足時からクインジー・ミリティアが活動している。クインジーに長年在住しているヴォーン・ドリスコルにより2009年に創立され、2013年、新たなオーナーが加わった。ミリティアは7月から10月の土曜夜に退役軍人記念球場で活動している。
クインジー市内唯一の大学スポーツはイースタン・ナザレン・カレッジのライオンズで、NCAAディヴィジョン3コモンウェルス・コースト・カンファレンスとイースタン・カレッジ・アスレティック・カンファレンスに所属している。キャンパス内のブラッドリー・フィールドやラフー体育センター、または退役軍人記念球場で活動している。
クインジーの高校スポーツはペイトリオット・リーグに所属している。

## イベント
クインジーでは毎年旧正月が祝われる。

## クィンジー出身の人物
- マナート・L・エベール - 海軍軍人
- アビゲイル・アダムズ – 第二代大統領ジョン・アダムズの妻
- チャールズ・フランシス・アダムズ (1世) – 外交官、ジョン・クインジー・アダムズの息子
- チャールズ・フランシス・アダムズ (2世) – 南北戦争准将、ユニオン・パシフィック鉄道社長(1884年–1890年)
- チャールズ・フランシス・アダムズ (3世) - 第44代アメリカ合衆国海軍長官、クインジー市長
- ジョン・アダムズ - 第二代アメリカ合衆国大統領、初代副大統領、アメリカ合衆国建国の父
- ジョン・クィンシー・アダムズ - 第六代アメリカ合衆国大統領
- ルイーザ・アダムズ - 第六代アメリカ合衆国ジョン・クインジー・アダムズの妻
- カール・アンドレ - ミニマル・アート彫刻家、詩人
- ジョン・チーヴァー – 小説家
- ディック・デイル – サーフ・ギタリスト[82]
- ジョセフ・ダンフォード – アメリカ統合参謀本部議長、第36代アメリカ海兵隊総司令官
- イリーナ・ダグラス - 女優
- ドロップキック・マーフィーズ – ケルティック・パンク・ロック・バンド
- ルース・ゴードン - オスカー女優、脚本家
- ジョン・ハンコック - 政治家、大陸会議議長
- ジョサイア・クィンシー (6世)、政治家、アメリカ合衆国国務次官補、ボストン市長(1895年–1899年)
- リー・レミック - オスカー・ノミネート女優
- ウィルバート・ロビンソン – アメリカ野球殿堂選手および監督
- チャールズ・スウィーニー – 空軍少将、長崎原爆投下の機長

## ギャラリー

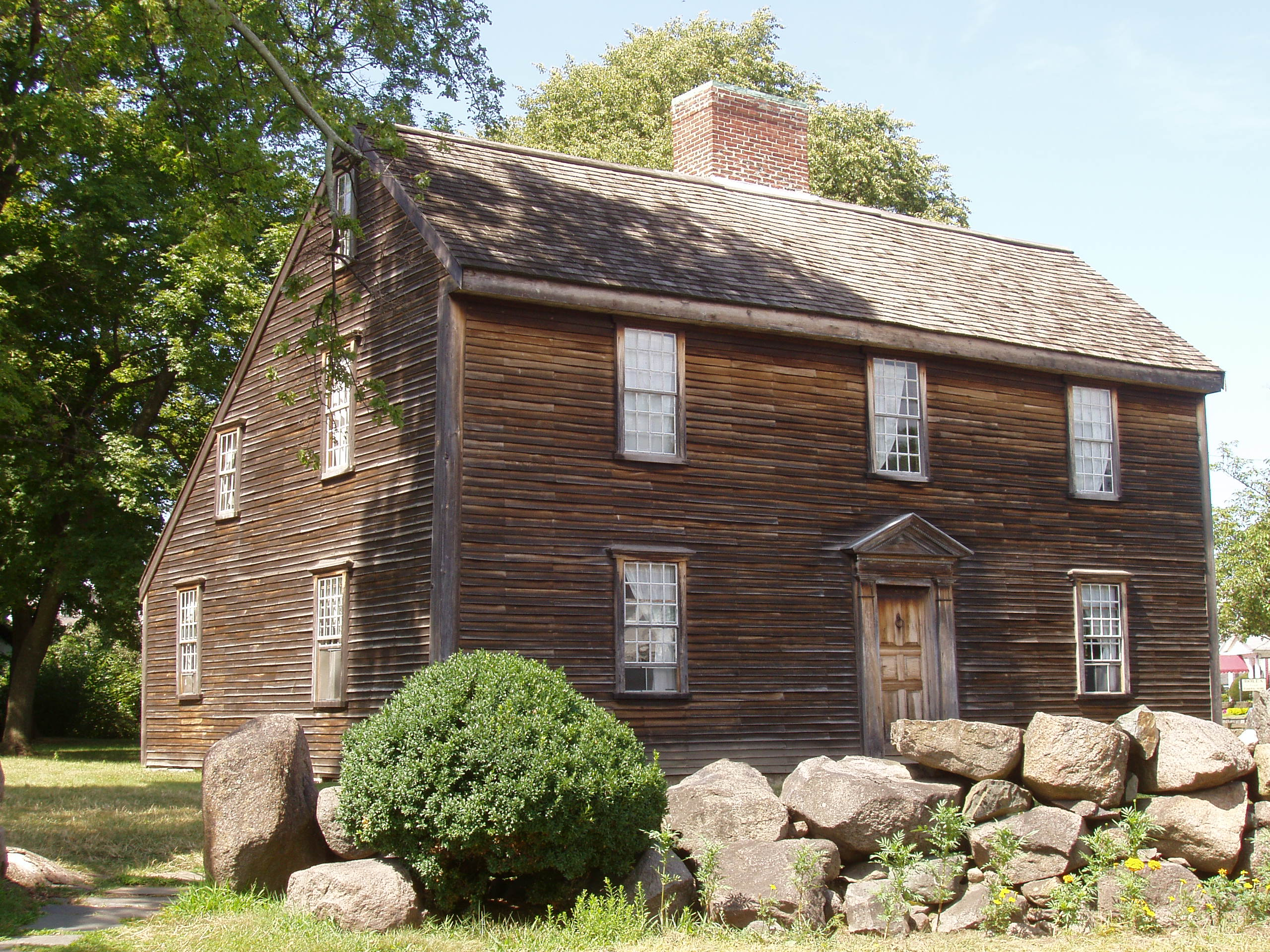
第二代大統領ジョンアダムズ生誕地
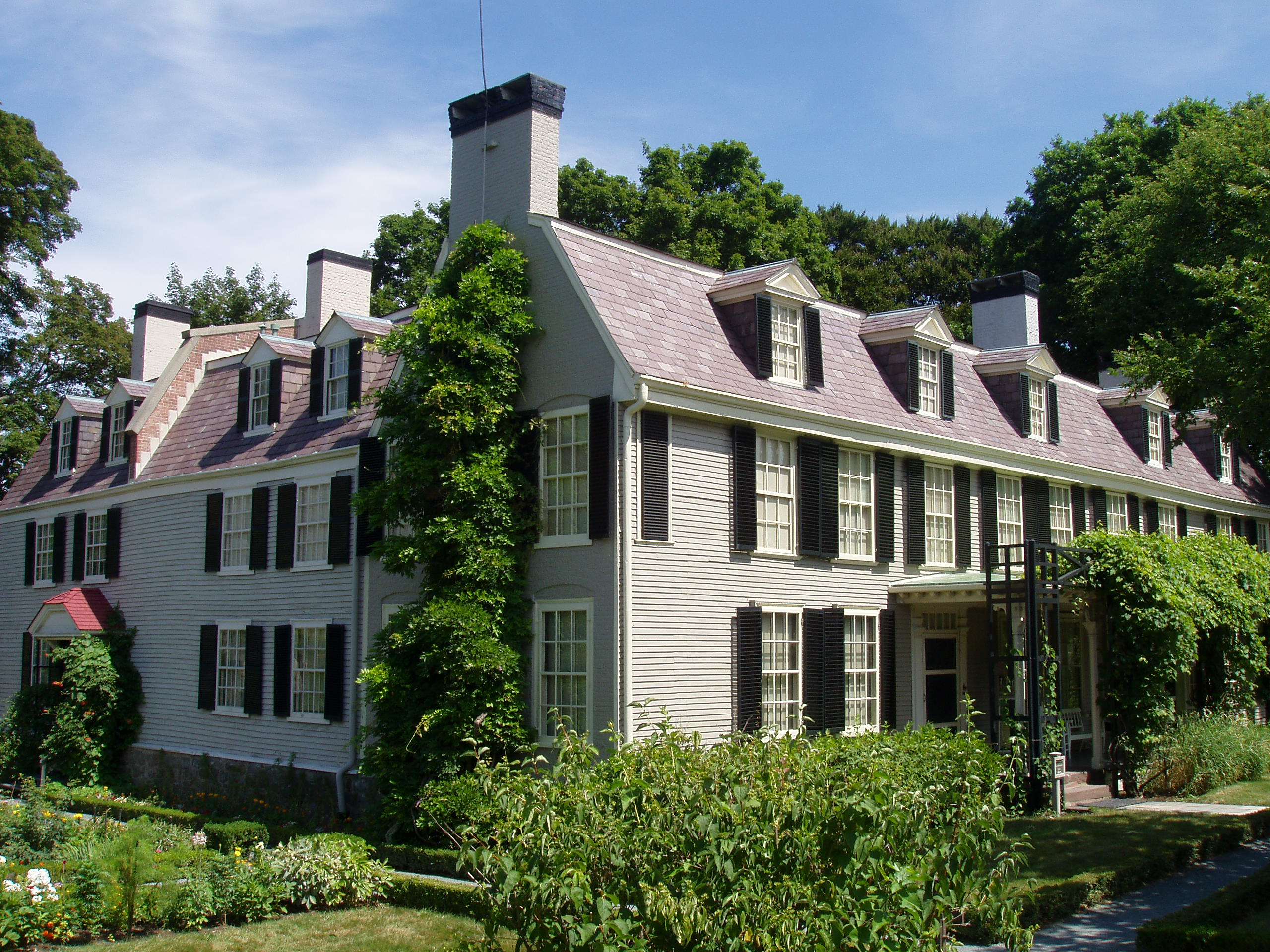
アダムズ一家が4代にわたって住んだ家。「ピースフィールド」あるいは「オールドハウス」と呼ばれ、現在は国立公園局によって管理されている。
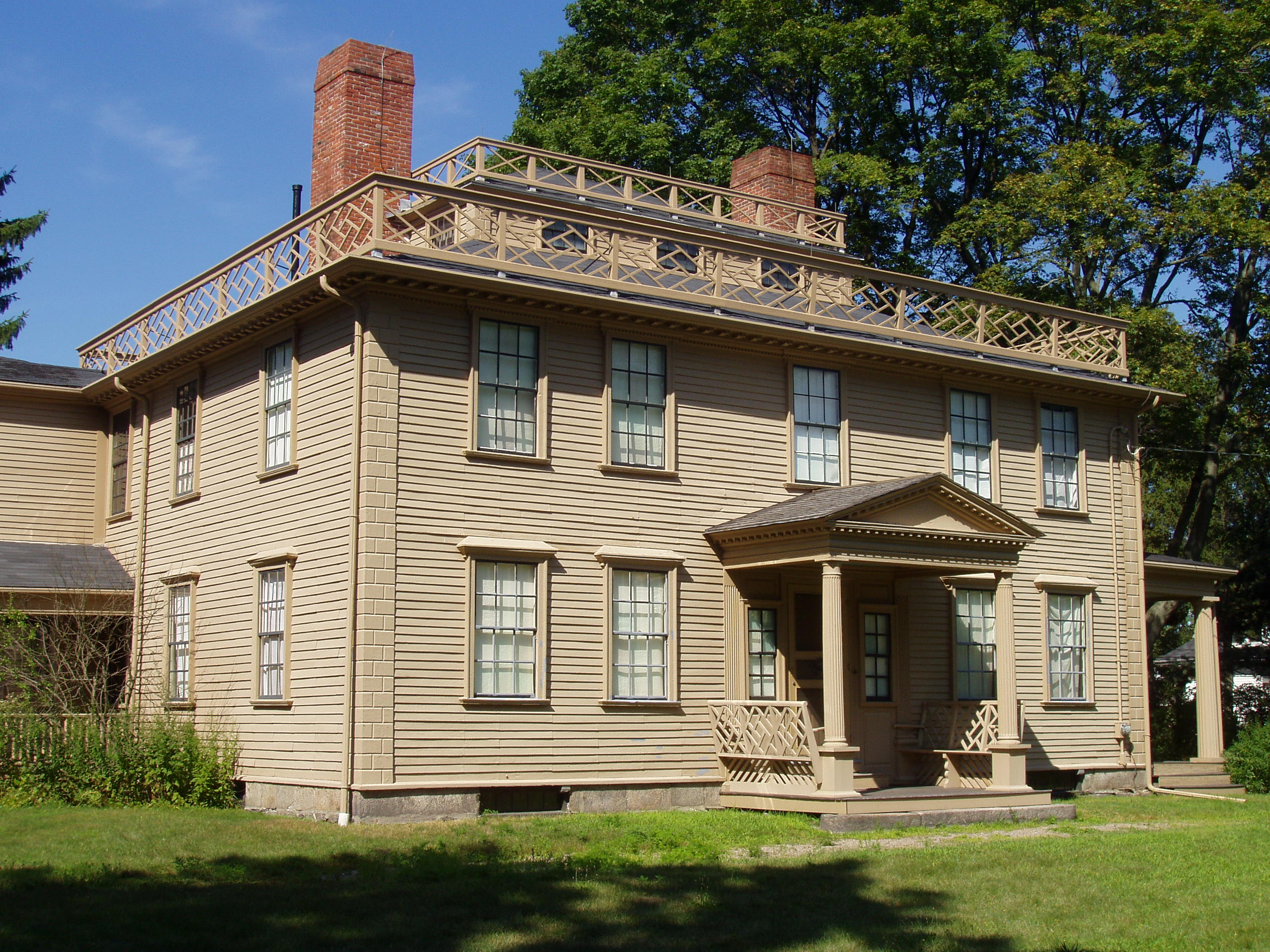
ウォラストン・パークにあるジョサイア・クインジー邸
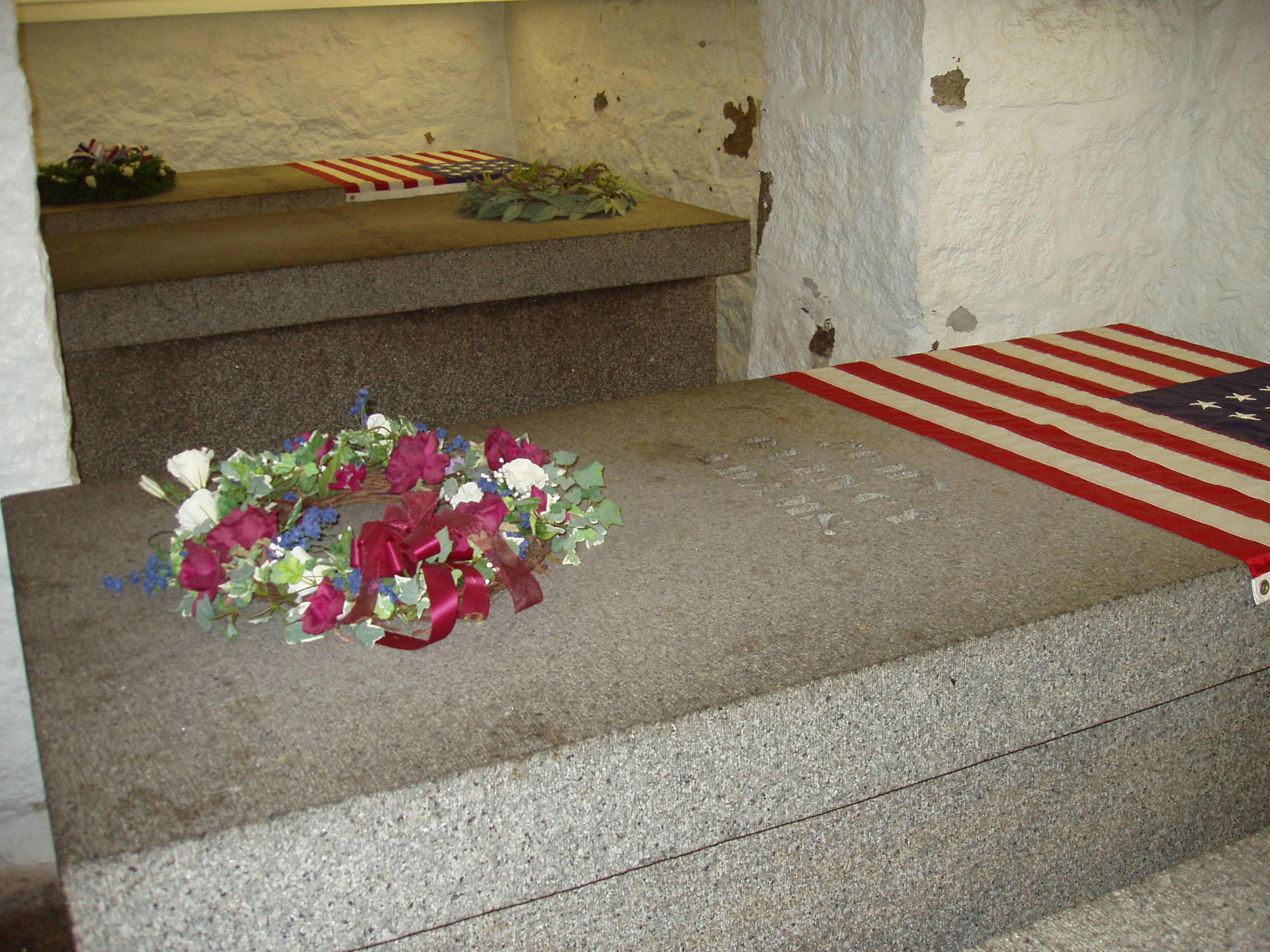
クインジー・センターにある教区教会の地下室にはジョン・アダムズ大統領、ジョン・クインジー・アダムズ大統領およびそれぞれの妻の墓がある
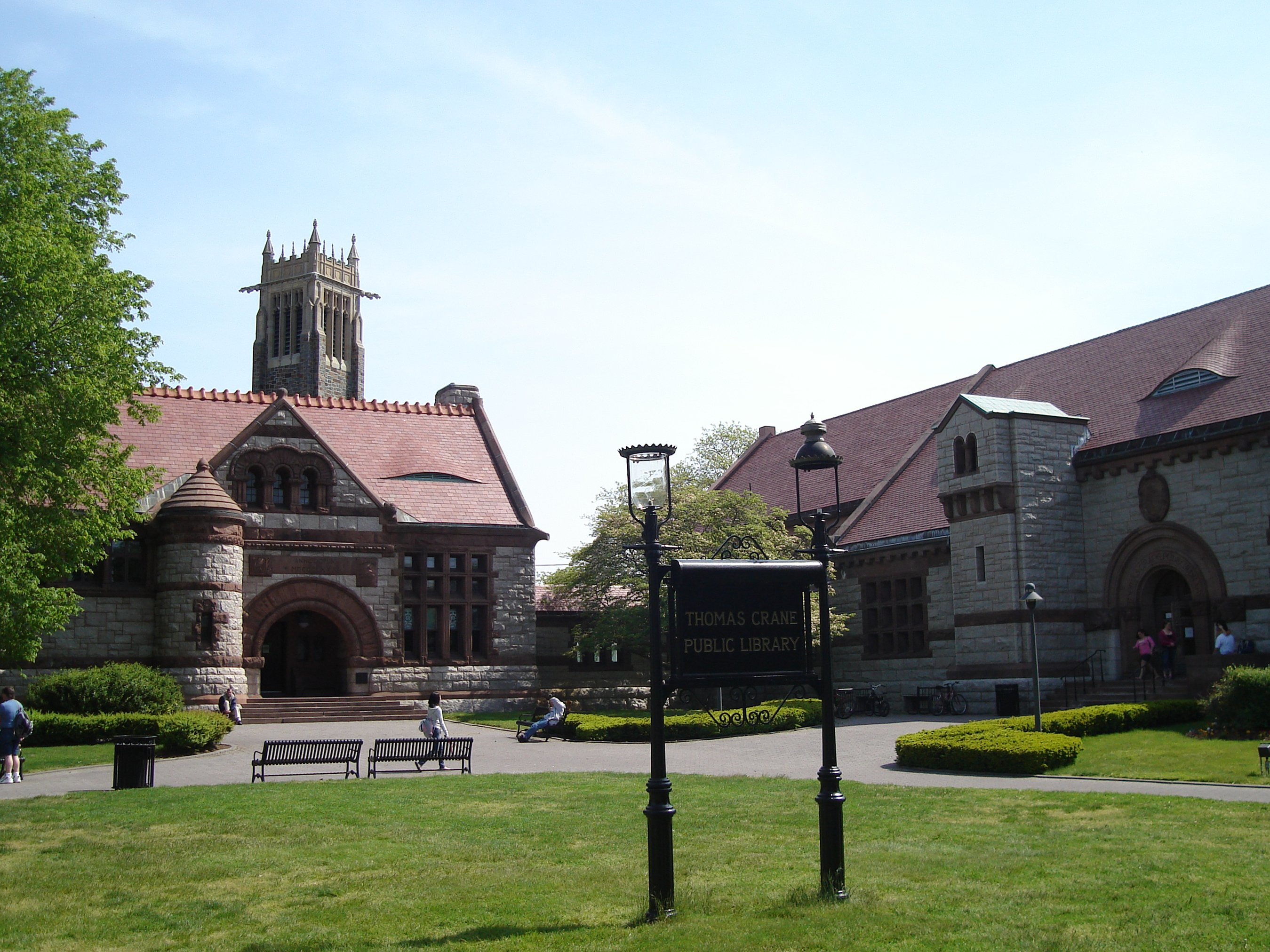
トーマス・クレイン市立図書館
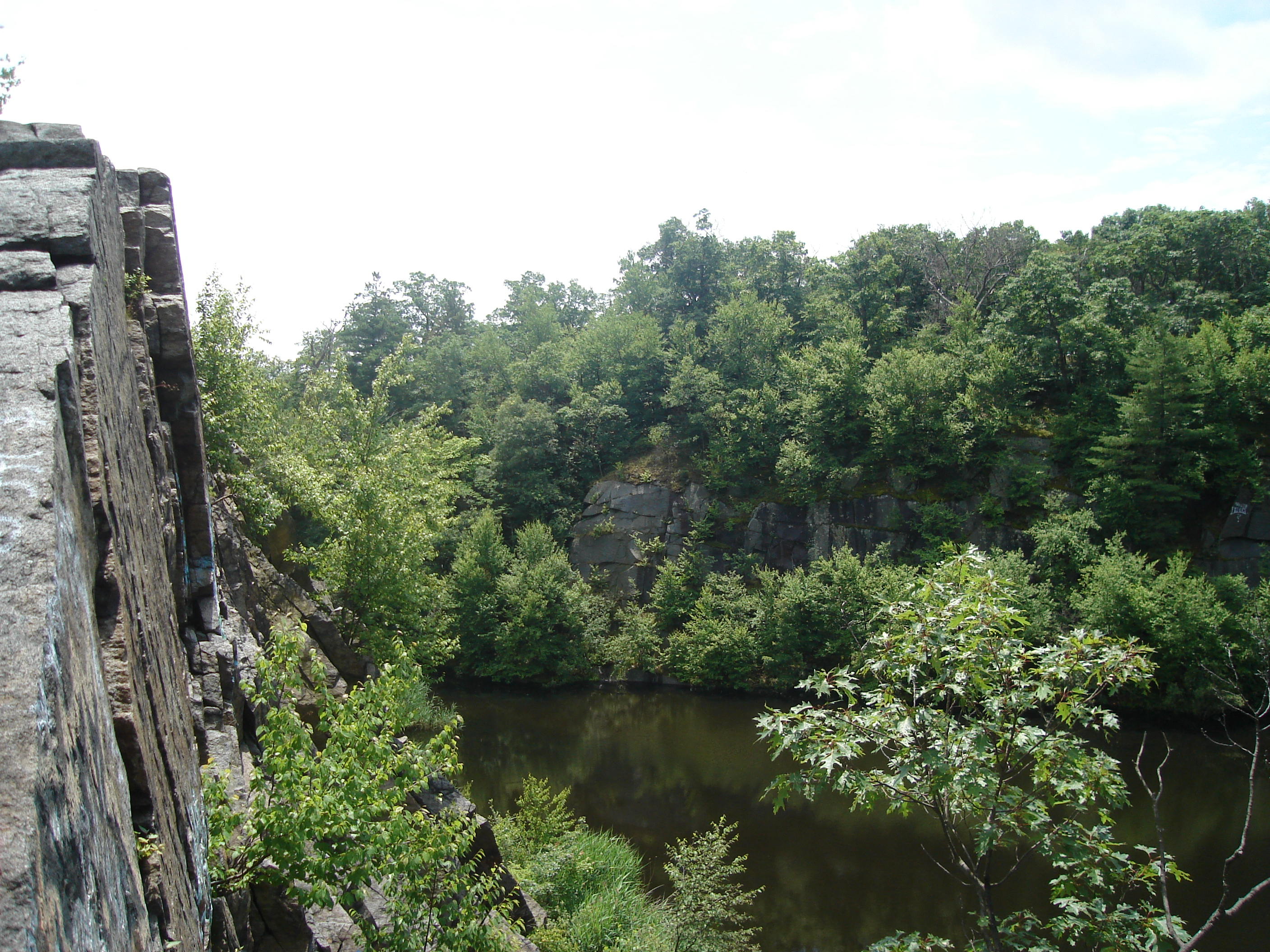
ウエスト・クインジーにあるクインジー採石場保護区
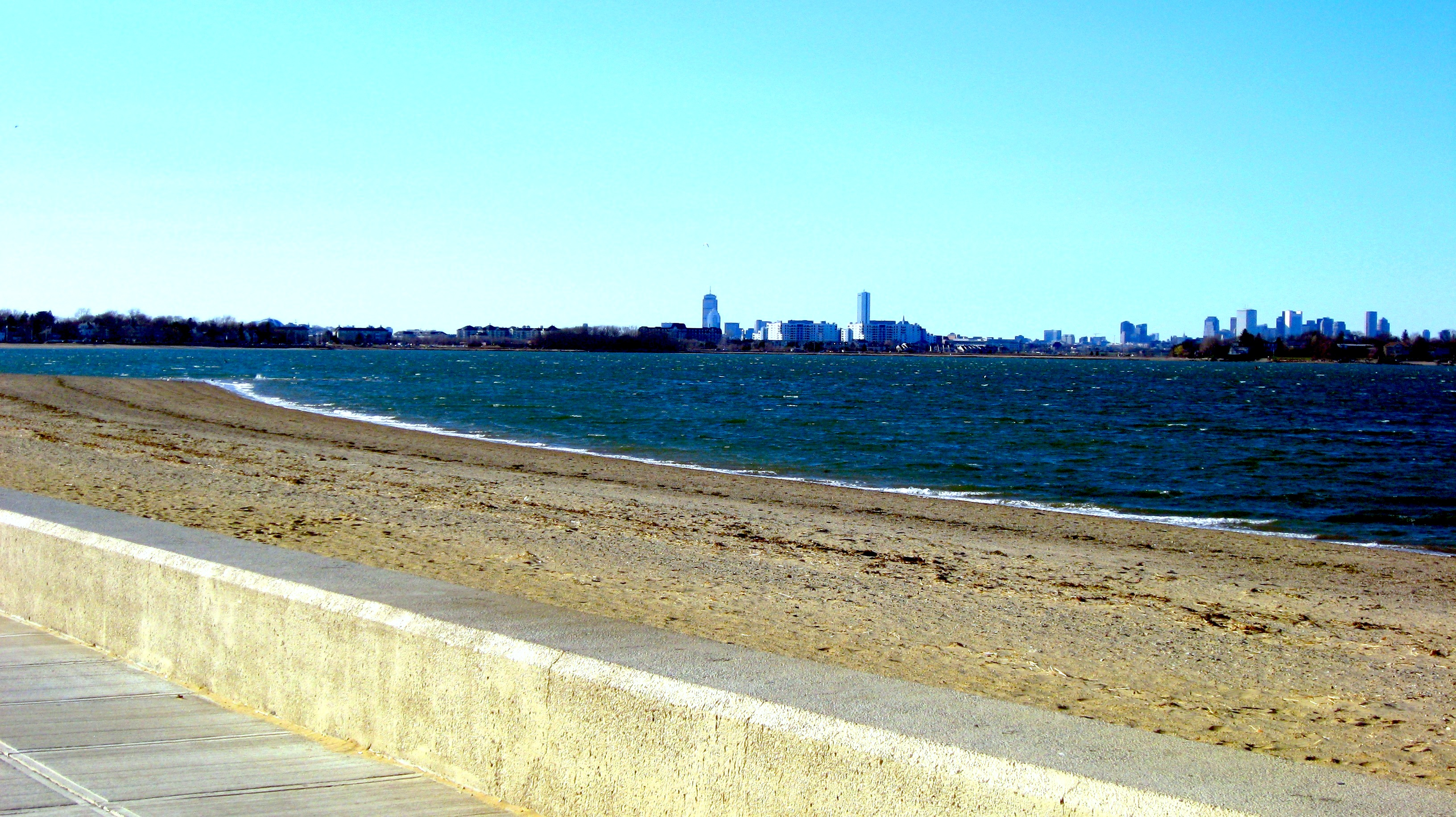
ウォラストン・ビーチのクインジー湾からのボストンの眺め
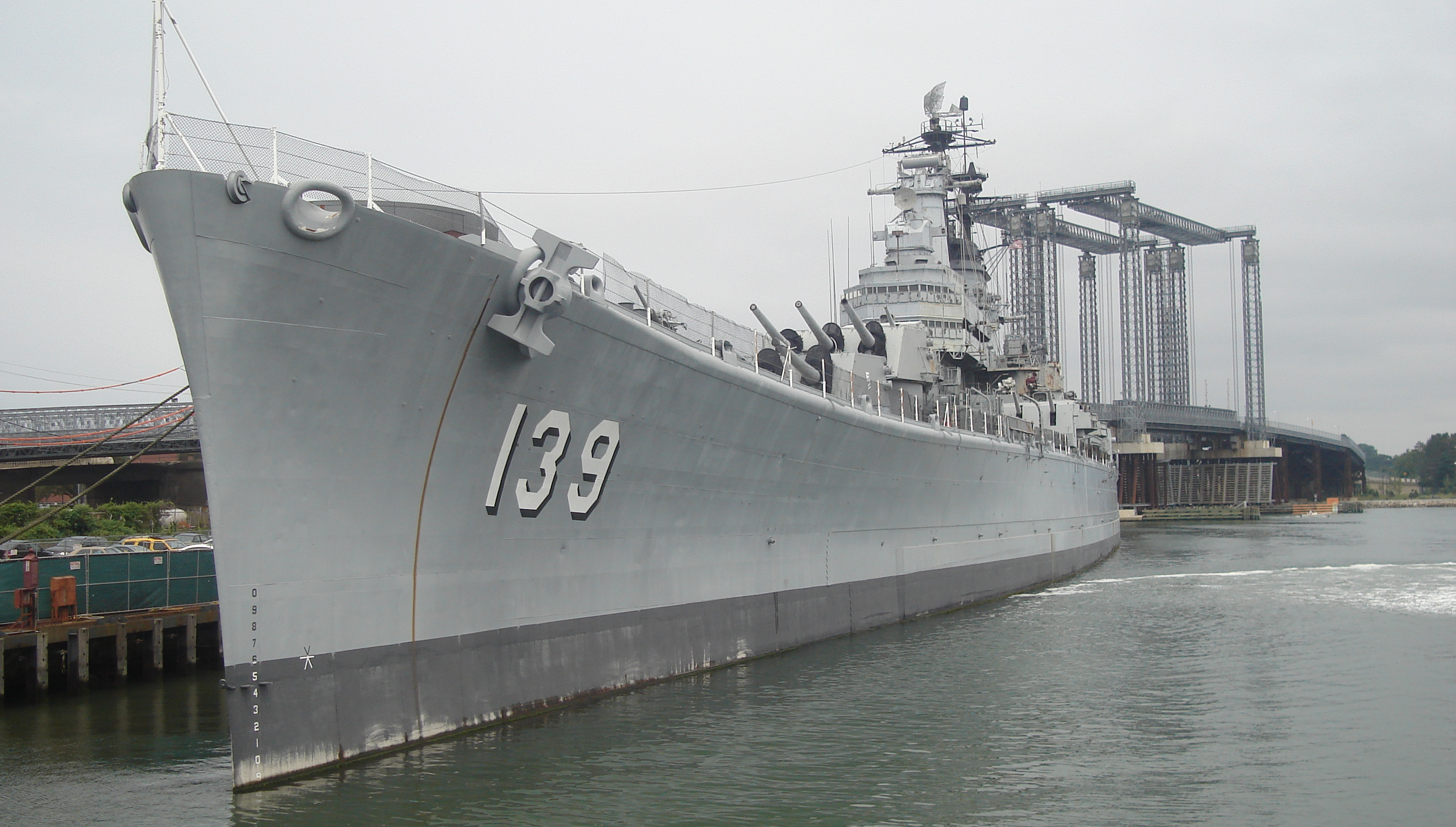
アメリカ合衆国海軍造船博物館にある重巡洋艦セーラム